# Barry Loudermilk

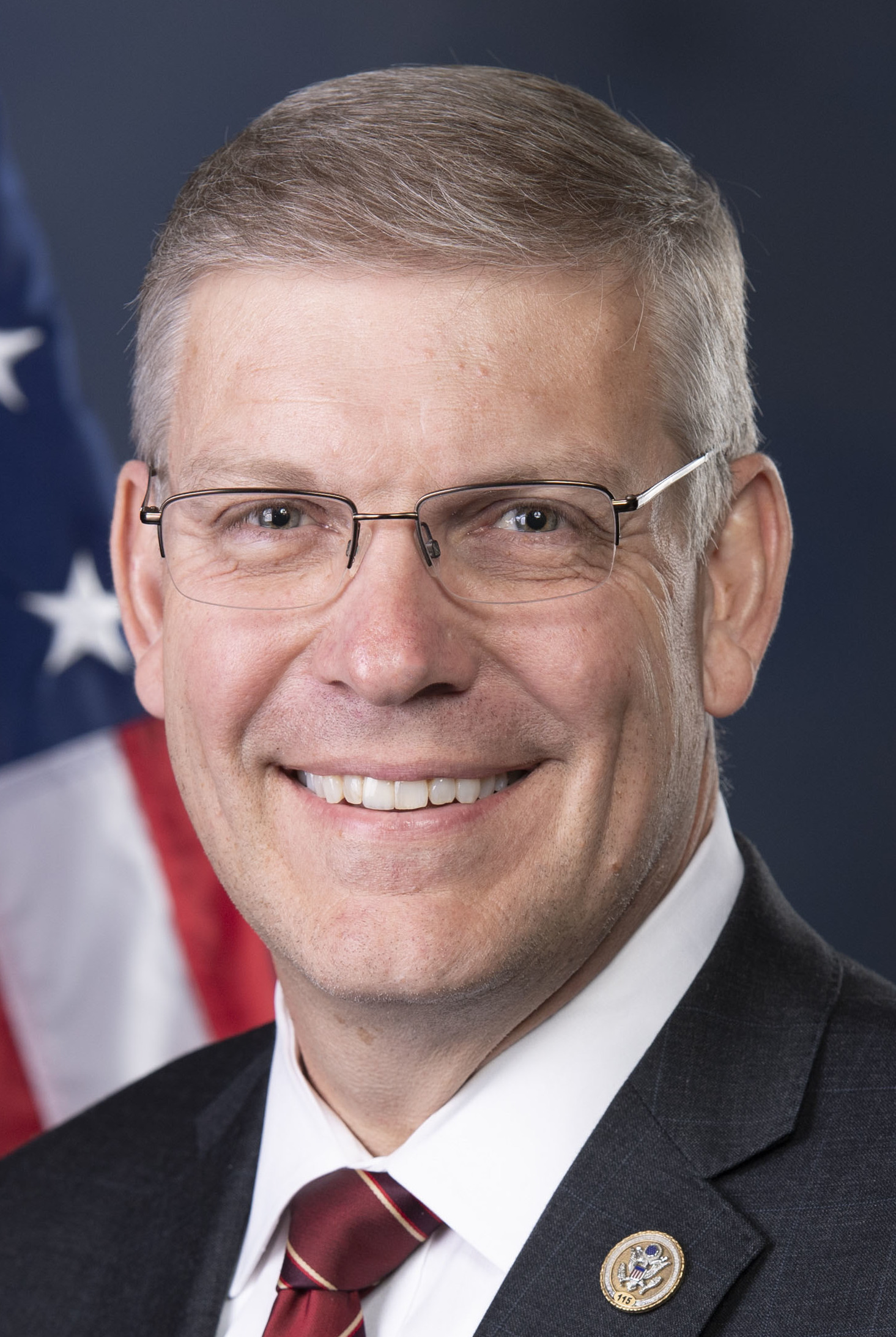
Barry Loudermilk (2018)

Barry Dean Loudermilk (* 22. Dezember 1963 in Riverdale, Clayton County, Georgia) ist ein US-amerikanischer Politiker der Republikanischen Partei. Seit Januar 2015 vertritt er den elften Distrikt des Bundesstaats Georgia im US-Repräsentantenhaus.

## Werdegang
Im Jahr 1987 absolvierte Barry Loudermilk das U.S. Air Force Community College mit einem Associate of Arts. Von 1984 bis 1992 diente er in der United States Air Force. Anschließend studierte er an der Wayland Baptist University in Plainview (Texas), wo er 1992 einen Bachelor of Science erwarb. Danach betätigte er sich als privater Geschäftsmann.
Er ist mit seiner Frau seit 1983 verheiratet und lebt mit ihr im Nordwesten von Georgia. Das Paar hat drei gemeinsame erwachsene Kinder.

## Politik
Politisch schloss er sich der Republikanischen Partei an. Von 2001 bis 2004 war er deren Bezirksvorsitzender im Bartow County. In den Jahren 2000 und 2004 unterstützte er die Präsidentschaftswahlkämpfe von George W. Bush. Von 2005 bis 2010 saß er als Abgeordneter im Repräsentantenhaus von Georgia; von 2011 bis 2013 gehörte er dem dortigen Staatssenat an.
Bei den Kongresswahlen des Jahres 2014 wurde Loudermilk im elften Wahlbezirk von Georgia in das US-Repräsentantenhaus gewählt, wo er am 3. Januar 2015 die Nachfolge von Phil Gingrey antrat, der erfolglos in den Vorwahlen seiner Partei für den US-Senat kandidiert hatte. Er setzte sich bei der Republikanischen Vorwahl am 22. Juli gegen Bob Barr durch. Bei der eigentlichen Wahl hatte er keine Mitbewerber und wurde so mit 100 Prozent der Stimmen gewählt. Am 8. November 2016 traf er auf den Demokraten Don Wilson den er mit 67,4 % besiegen konnte. Im Jahr 2018 besiegte er Flynn Broady Jr. von der Demokratischen Partei mit 61,8 %. Bei der Kongresswahl 2020 setzte er sich mit rund 60 Prozent der Stimmen gegen seine Demokratische Kontrahentin Dana Barrett durch.
Die Primary (Vorwahl) seiner Partei für die Wahlen 2022 am 24. Mai gewann er ohne Gegner. Er trat dadurch am 8. November 2022 gegen Antonio Daza von der Demokratischen Partei an. Er entschied diese Wahl mit 62,7 % der Stimmen für sich und war dadurch im Repräsentantenhaus des 118. Kongresses vertreten. 2024 bei der Wahl zum 
119. Kongress gewann er die Vorwahl eindeutig mit 86,1 %. Am 5. November 2024 setzte sich Loudermilk gegen die Demokratin Katy Stamper in der Hauptwahl mit 67,3 % durch.

### Ausschüsse
Er ist aktuell Mitglied in folgenden Ausschüssen des Repräsentantenhauses:
- Committee on Financial Services
  - Financial Institutions and Monetary Policy
  - National Security, Illicit Finance, and  International Financial Institutions
- Committee on House Administration
  - Elections
  - Oversight

Zuvor war er auch Mitglied im Committee on Science, Space, and Technology, im Committee on Homeland Security sowie in den Joint Committee on Printing und Joint Committee on the Library. Außerdem ist er Mitglied in 29 Caucuses.